# Едисан
Едисан или Jедисан (тур. Yedisan) или Очаковска земља (рус. Очаковская земля) је историјски крај у данашњој Украјини, који се протеже од реке Дњестар до Јужног Буга. На западу граничи са историјским Буџаком, а на северу с Подољем. 
Ова степа била је део Силистранског ејлета, као дела Отоманског царства. Према алтернативној етимолошкој верзији, име Одесе /највећи град на том подручју/ је изведено од отоманског назива тог подручја, а не од погрешне идентификације Одесе на месту османског Хаџибега.
1783., анексијом Крима Русији, Катарина Велика издала је манифест о пресељењу Едисанске хорде на Урал, што је постало повод за ногајски устанак. 

## Види jош
- Нишки споразум (1739)
- Кучуккаинарџијски мир
- Грчки пројекат
- Мир у Јашију